# Gospel Records
A Gospel Records Digital (anteriormente apenas Gospel Records) é uma gravadora brasileira fundada em 1990 pela Igreja Apostólica Renascer em Cristo, voltada para a promoção da música cristã contemporânea. Foi pioneira no segmento gospel no Brasil, sendo responsável por lançamentos de sucesso de artistas como o grupo Renascer Praise, entre outros nomes importantes da música cristã nacional.
Após encerrar suas atividades físicas em 2010, a Gospel Records foi relançada em 2020 como Gospel Records Digital, concentrando-se em lançamentos e distribuição das produções do Renascer Praise em plataformas de streaming como Spotify e YouTube.

## História
A Gospel Records foi criada em 1990 por Estevam Hernandes e Antônio Carlos Abbud para desenvolver o que, naquele momento, já se apresentava como um promissor nicho de mercado.
Um ano antes, os primeiros shows de música cristã aberto ao grande público lotaram o Canecão no Rio de Janeiro e o Dama Xoc, em São Paulo, mostrando que este tipo de música fazia sucesso também fora dos circuitos evangélicos.[carece de fontes?]
Em junho de 1990 a gravadora lançou seu primeiro disco, o álbum Princípio da banda de rock Rebanhão, na época a mais famosa da cena cristã.Foram lançados mais outros 10 títulos até o final de 1991 incluindo os primeiros lançamentos de intérpretes internacionais. Mas foi a partir de 1992 que os negócios se aceleraram a um ritmo médio de um lançamento por mês. 
Nos anos 90 a gravadora adotou um agressivo sistema de vendas para atingir não só o segmento evangélico, disponibilizando seus produtos também em shoppings centers e grandes magazines. Esteve presente em eventos como a Marcha para Jesus, ajudando a consolidar o gospel como um gênero relevante no país.
Após encerrar suas atividades físicas em 2010 devido às mudanças no mercado fonográfico, a Gospel Records foi reestabelecida em 2020, em formato apenas digital com o atual nome, Gospel Records Digital. Atualmente, concentra-se em lançamentos e distribuição das produções do Renascer Praise por meio de plataformas de streaming, como Spotify e YouTube, mantendo sua relevância no cenário da música cristã.